# Bogomil Rainow
Bogomil Nikolaew Rainow (bulgarisch Богомил Николаев Райнов; * 19. Juni 1919 in Sofia; † 8. Juni 2007 ebenda) war ein bulgarischer Schriftsteller und Kunstwissenschaftler.

## Leben
Rainow wurde als Sohn des bulgarischen Schriftstellers Nikolai Rainow geboren. Er studierte Philosophie, war Kulturattaché in Paris und später als Professor an der Kunstakademie Sofia tätig. Ab 1976 war er Mitglied im Zentralkomitee der Bulgarischen Kommunistischen Partei.
Er verfasste Erzählungen, Novellen und Romane, darunter auch Abenteuer- und Kriminalromane. Außerdem schrieb er Filmszenarien und Gedichte. Rainow veröffentlichte auch Arbeiten zu kunst- und literaturwissenschaftlichen Themen.
Er wurde als Held der Sozialistischen Arbeit und mit dem Dimitrow-Preis ausgezeichnet.

## Werke (Auswahl)
- Der Mann an der Ecke, 1960
- Regenabend, 1961
- Herr Niemand, 1965 (deutsch, 1968)
- Weg ins Nirgendwo, Roman, 1966
- Uhren für Amsterdam, 1968 (deutsch, 1971)
- Ein Mann aus der Vergangenheit, Berlin 1970
- Der schwarze Roman, wissenschaftliche Arbeit, 1970
- Die grosse Langeweile, 1970 (deutsch, 1973)
- Die Massenkultur, wissenschaftliche Arbeit 1974
- Brasilianische Melodie, Berlin 1975
- Dieses sonderbare Handwerk, Roman 1976
- Ilija Beškov, Berlin 1983
- Die Absurditäten einer Ermittlung, Berlin 1984